# Warren Womble
John Warren Womble jr. (Aylesworth, 15 marzo 1920 – Springdale, 21 marzo 2015) è stato un allenatore di pallacanestro e dirigente sportivo statunitense.